# René Schlott
René Schlott (* 1977 in Mühlhausen in Thüringen) ist ein deutscher Historiker, Publizist und Journalist. Er war von 2014 bis 2022 Mitarbeiter am Leibniz-Zentrum für Zeithistorische Forschung.

## Leben
René Schlott wurde 1977 in Mühlhausen in Thüringen geboren. Nachdem er zwischen 1997 und 2001 eine Berufsausbildung bei Bertelsmann sowie ein Studium zum Diplom-Betriebswirt an einer Verwaltungs- und Wirtschaftsakademie (VWA) absolviert hatte, studierte er ab 2001 Geschichte, Politik und Publizistik an der Freien Universität Berlin, der Humboldt-Universität zu Berlin und der Universität Genf. 2006 beendete er das Studium mit dem Magister. Von 2007 bis 2011 war Schlott Stipendiat des Graduiertenkollegs Transnationale Medienereignisse von der Frühen Neuzeit bis zur Gegenwart an der Universität Gießen. 2011 erfolgte seine Promotion mit einer medienhistorischen Arbeit („Papsttod und Weltöffentlichkeit seit 1878: die Medialisierung eines Rituals“). Danach war er als Wissenschaftlicher Mitarbeiter am Zentrum für Medien und Interaktivität in Gießen tätig. Zwischen 2012 und 2019 hatte er Lehraufträge an verschiedenen Universitäten. Von 2014 bis 2017 war Schlott Koordinator der Nachwuchsförderung am Leibniz-Zentrum für Zeithistorische Forschung, danach (bis 2022) Wissenschaftlicher Mitarbeiter. Seit Dezember 2022 verbleibt er dem ZZF als Assoziierter Wissenschaftler.
René Schlott war zwischen 2017 und 2022 Habilitationsstipendiat der Konrad-Adenauer-Stiftung. Er arbeitete in dieser Zeit an einer Biographie des Holocaustforschers Raul Hilberg. 2013 stieß er im Zusammenhang mit seinen Forschungen im Archiv des Münchner Instituts für Zeitgeschichte auf ein unbekanntes Gutachten des Instituts, in dem Mitte der 1960er Jahre von einer Übersetzung von Hilbergs Hauptwerk „The Destruction of the European Jews“ ins Deutsche abgeraten wird. In der Folge entdeckte Götz Aly ein weiteres Gutachten aus dem Jahr 1980 in dem das Institut dem Verlag C. H. Beck ebenfalls empfahl, das Werk nicht zu übersetzen. Als Aly seine Erkenntnisse auf einer internationalen Konferenz zum 10. Todestag Hilbergs 2017 öffentlich machte, kam es zu einer über verschiedene Medien ausgetragenen Kontroverse mit dem Institut, an der sich auch Schlott beteiligte. Schlott fand später noch ein drittes Gutachten aus dem Jahr 1979 in dem eine Institutsmitarbeiterin dem Verlag Darmstädter Blätter von einer Hilberg-Übersetzung abriet.

## Publizistische Tätigkeit
Seit 2008 ist Schlott als freier Autor, u. a. für Spiegel Online tätig. Seit 2017 schreibt er außerdem Buchkritiken für verschiedene Zeitungen, darunter die Süddeutsche Zeitung, die Frankfurter Allgemeine Zeitung und Die Zeit. 
Während der COVID-19-Pandemie trat er vermehrt auch als Interviewgast für verschiedene Medien (u a. Deutschlandfunk, Die Welt, WDR) und als kritischer Kommentator der Corona-Politik hervor. Bereits Mitte März 2020 warnte Schlott in einem Beitrag in der Süddeutschen Zeitung vor den sozialen und gesellschaftlichen Folgen eines Lockdowns. Im Februar 2021 schrieb er als Entgegnung auf Thomas Brussigs Forderung „Mehr Diktatur wagen“ in der Süddeutschen Zeitung den Beitrag „Der Freiheit eine Gasse“ an gleicher Stelle. Im Mai 2022 warf er Christian Drosten in der FAZ ein „autokratisches Wissenschaftsverständnis“ vor, nachdem dieser vorgeschlagen hatte, dass in Deutschland nur noch zuvor ausgewählte Wissenschaftler mit den Medien sprechen sollten. Im Zusammenhang mit seiner öffentlichen Kritik an der deutschen Corona-Politik (mit-)initiierte er verschiedene Aktionen, darunter das Manifest für die offene Gesellschaft und die Initiative Grundgesetz a casa.
2023 moderierte und kuratierte er am Literaturhaus Berlin die monatliche Reihe „Grundsetzlich“ zum 75. Jahrestag der Ausarbeitung und der Verkündung des Grundgesetzes u. a. mit Gästen wie Juli Zeh, Thea Dorn, Daniel Kehlmann, Dieter Grimm, Heribert Prantl, Susanne Baer, Nora Bossong, Hilal Sezgin und Dirk Oschmann.

## Veröffentlichungen (Auswahl)

### Monografien
- Die Friedensnote Papst Benedikts XV. vom 1. August 1917: eine Untersuchung zur Berichterstattung und Kommentierung in der zeitgenössischen Berliner Tagespresse (= Schriftenreihe Studien zur Zeitgeschichte. Band 57). Kovač, Hamburg 2007, ISBN 978-3-8300-2688-4.
- Die WBG, ein Unikat der Verlagslandschaft: eine kleine Geschichte der Wissenschaftlichen Buchgesellschaft. Wiss. Buchges., Darmstadt 2009, ISBN 978-3-534-23101-0 (Mit Fotografien von Klaus Mai).
- Papsttod und Weltöffentlichkeit seit 1878: die Medialisierung eines Rituals. Schöningh, Paderborn 2013, ISBN 978-3-506-77361-6 (Zugleich Dissertation an der Universität Gießen, 2011).

### Beiträge in Sammelwerken
- Der Papst als Medienstar. in: Aus Politik und Zeitgeschichte 52, 2008.
- „Ein schockierend vorzeitiger Tod“. Das Ende von Papst Johannes Paul I. und seine medialen Deutungen. In: Historical Social Research. Band 34, Nr. 4, 2009, S. 298–315.
- Gipfeltreffen am Grab: Die Politisierung des Papsttodes. in: Melanie und Mariano Barbato, Johannes Löffler (Hrsg.): Wege zum digitalen Papsttum: Der Vatikan im Wandel medialer Öffentlichkeit. Campus, Frankfurt a. M. 2018, S. 49–66.
- Beiträge in: Kai Rogusch, Christoph Lövenich (Hrsg.): Bürger oder Untertan?: Über den Abbau unserer Freiheitsrechte (= Novo. Band 132). Novo Argumente, 2020.
- Ablehnung und Anerkennung. Raul Hilberg und das Institut für Zeitgeschichte. in: Vierteljahrshefte für Zeitgeschichte 69, 2021, S. 85–119.
- Autor, Kritiker und Aufklärer. Raul Hilberg in den deutschen Vergangenheitsdebatten. in: Frank Bösch u. a. (Hrsg.): Public Historians. Zeithistorisch Interventionen nach 1945. Wallstein, Göttingen 2021, ISBN 978-3-8353-5032-8, S. 237–246.

### Herausgeberschaften
- (zusammen mit Walter H. Pehle) Raul Hilberg, Anatomie des Holocaust. Essays und Erinnerungen. S.Fischer, Frankfurt am Main 2016, ISBN 978-3-10-002505-0
- Raul Hilberg und die Holocaust-Historiographie (= Beiträge zur Geschichte des Nationalsozialismus. Band 35). Wallstein, Göttingen 2019, ISBN 978-3-8353-3530-1.

## Belege
1. ↑  René Schlott. In: wallstein-verlag.de. Abgerufen am 19. Dezember 2022.
2. ↑  Martin Nejezchleba (Interview mit René Schlott): "Mir geht das zu weit". In: zeit.de. Abgerufen am 19. Dezember 2022.
3. ↑  René Schlott: Papsttod und Weltöffentlichkeit seit 1878 : die Medialisierung eines Rituals. Hrsg.: Schöningh. 2013, ISBN 978-3-506-77361-6, S. 269 (d-nb.info [abgerufen am 28. August 2023]).
4. ↑  René Schlott. In: zzf-potsdam.de. Abgerufen am 19. Dezember 2022.
5. ↑  René Schlott: Raul Hilberg Gutachten: "Die Aufklärung der Judenverfolgung hat sich totgelaufen". In: Die Zeit. 26. Oktober 2017, ISSN 0044-2070 (zeit.de [abgerufen am 17. Dezember 2023]).
6. ↑  René Schlott: Ablehnung und Anerkennung. Raul Hilberg und das Institut für Zeitgeschichte, in VfZ 69 (2021), Heft 1, S. 85–119.
7. ↑  Medienspiegel Corona-Krise. (PDF) Abgerufen am 7. Oktober 2023.
8. ↑  Gastbeitrag: Soziale Folgen der Virusbekämpfung. 17. März 2020, abgerufen am 14. September 2024.
9. ↑  Verteidigung der Freiheit in Zeiten von Corona. 10. Februar 2021, abgerufen am 14. September 2024.
10. ↑  Christian Drostens autokratisches Verständnis von Wissenschaft. 12. Mai 2022, abgerufen am 14. September 2024.
11. ↑  Austausch von Argumenten statt vergiftetem Diskurs. In: deutschlandfunkkultur.de. 24. März 2021, abgerufen am 19. Dezember 2022.
12. ↑  René Schlott: Um jeden Preis! (siehe unten bei der Autoreninformation). In: freitag.de. Abgerufen am 19. Dezember 2022.
13. ↑  Literaturhaus Berlin | Reihe »Grundsetzlich«. Abgerufen am 17. Dezember 2023 (englisch).

| Personendaten    | Personendaten                                  |
| ---------------- | ---------------------------------------------- |
| NAME             | Schlott, René                                  |
| KURZBESCHREIBUNG | deutscher Historiker, Publizist und Journalist |
| GEBURTSDATUM     | 1977                                           |
| GEBURTSORT       | Mühlhausen/Thüringen                           |